# ノーマン・ジュイソン
ノーマン・ジュイソン（Norman Jewison, 1926年7月21日 - 2024年1月20日）は、カナダの映画監督・映画プロデューサー。オンタリオ州トロント出身。

## 略歴
トロント大学を卒業後、ロンドン、カナダ、アメリカ合衆国でのテレビ出演を経た後、1963年、トニー・カーティスの出演した『40ポンドのトラブル』で映画監督デビューをする。
2024年1月20日に死去。97歳没。

## 主な監督作品

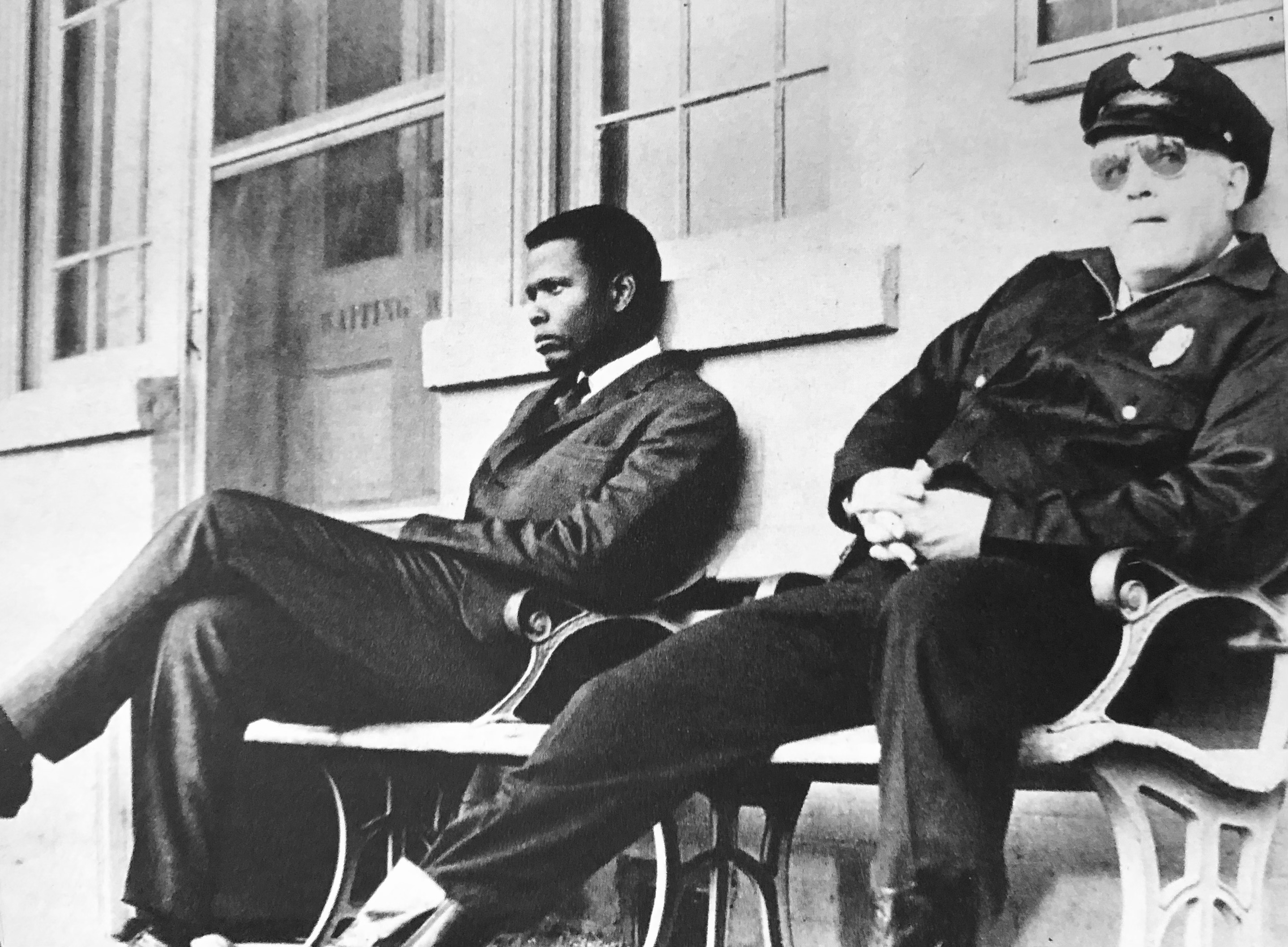
『夜の大捜査線』（1967年）

- 1962年 - 40ポンドのトラブル 40 Pounds of Trouble
- 1963年 - スリルのすべて The Thrill of It All
- 1964年 - 花は贈らないで! Send Me No Flowers
- 1965年 - シンシナティ・キッド The Cincinnati Kid 主演:スティーブ・マックイーン
- 1965年 - 恋するパリジェンヌ The Art of Love
- 1966年 - アメリカ上陸作戦 The Russians Are Coming, the Russians Are Coming
- 1967年 - 夜の大捜査線 In the Heat of the Night アカデミー作品賞他計５部門を受賞・監督賞候補
- 1968年 - 華麗なる賭け The Thomas Crown Affair アカデミー主題歌賞を受賞
- 1971年 - 屋根の上のバイオリン弾き Fiddler on the Roof アカデミー作品・監督賞候補
- 1973年 - ジーザス・クライスト・スーパースター Jesus Christ Superstar
- 1975年 - ローラーボール Rollerball
- 1978年 - フィスト F.I.S.T.
- 1979年 - ジャスティス ...And Justice for All
- 1982年 - 結婚しない族 Best Friends
- 1984年 - ソルジャー・ストーリー A Soldier's Story
- 1985年 - アグネス Agnes of God
- 1987年 - 月の輝く夜に Moonstruck 主演:シェール、ニコラス・ケイジ ベルリン国際映画祭監督賞を受賞。
- 1989年 - ブルース・ウィリス/イン・カントリー In Country
- 1991年 - アザー・ピープルズ・マネー Other People's Money
- 1994年 - オンリー・ユー Only You 主演：ロバート・ダウニー・Jr、マリサ・トメイ
- 1996年 - 僕のボーガス Bogus 主演：ウーピー・ゴールドバーグ
- 1999年 - ザ・ハリケーン The Hurricane  主演：デンゼル・ワシントン
- 2001年 - ディナー・ウィズ・フレンズ Dinner With Friends